# سیارک ۱۷۰۰۴
سیارک ۱۷۰۰۴ (به انگلیسی: 17004 Sinkevich، نامگذاری:1999CR61) هفده هزار و چهارمین سیارک کشف شده‌است که در ۱۲ فوریه ۱۹۹۹ کشف شد.
قدر مطلق سیارک برابر ۱۷.۰ است.